# 김태영 (소설가)
김태영(1933년 5월 5일 ~ 2021년 3월 2일)은 23년간 영어신문 기자로 일한 저널리스트이자 1974년 단편 '산놀이'로 한국문학 제1회 신인상으로 당선되며 등단한 대한민국의 소설가이다.  고구려어로 '되물리다'는 뜻이고 역사책 '한단고기-고구려 본기'에 많이 나오며 단군조선과 부여를 이은 고구려의 건국 이념인 다물정신에서 유래하는 《다물》이라는 소설을 저술하여 동북공정과 식민사관에 대항하는 저술가로 유명하다.

## 경력
- 1967년 ~ 1968년 월간 여학생 취재부 부장
- 1968년 ~ 1975년 코리아헤럴드 편집국 기자
- 1975년 ~ 1990년 코리아타임스 편집국 기자, 차장
- 1978년 소설집 살려놓고 봐야죠
- 1985년 소설 가게 딸린 집
- 1985년 《다물》
- 1989년 소설 인민군
- 1989년 《인민군 제1부》 : 북풍
- 1989년 《인민군 제2부》 : 훈풍
- 1989년 《인민군 제3부》 : 중립
- 1995년 《사는 것이 아니라 살려지는 것이다》
- 1995년 《단군 1》
- 1996년 《단군 2》
- 1996년 《단군 3》
- 1996년 《단군 4》
- 1997년 《단군 5》
- 2003년 《한단고기 상/하》
- 2003년 소설 《한단고기 상/하》
- 2006년 《다물》
- 2006년 《하계수련》
- 2006년 《가면 벗기기》
- 2013년 《구도자요결 》
- 《선도 체험기》 단학수련 현장 소설
- 1990년부터 1994년 《선도 체험기 1-20》
- 1994년부터 1998년 《선도 체험기 21-40》
- 1998년부터 2001년 《선도 체험기 41-60》
- 2001년부터 2005년 《선도 체험기 61-80》
- 2006년부터 2011년 《선도 체험기 81-100》
- 2011년부터 2020년 《선도 체험기 101-120》
- 《약편 선도체험기》 단학수련 현장 소설
- 2021년 《약편 선도체험기 1-9》

## 학력
- 1963년 ~ 1965년 경희대학교 영문학 학사

## 수상
- 1982년 삼성문학상
- 1985년 MBC 6·25문학상

## 같이 보기
- 현묘지도